# Loci Theologici
Los Loci Theologici (en latín, "lugares teológicos") son un concepto fundamental en la teología cristiana, tanto protestante como católica, que sistematiza las fuentes de argumentación en el discurso teológico. El término fue inicialmente desarrollado por el reformador protestante Felipe Melanchthon y posteriormente adoptado por el teólogo católico Melchor Cano en el siglo XVI. Su influencia se extendió hasta finales del siglo XVII en la dogmática protestante y hasta mitad del siglo XX en la católica, aunque su relevancia persiste en la metodología teológica contemporánea.

## Origen y desarrollo en la teología protestante
Entre 1519 y 1520, Felipe Melanchthon se dedicó al estudio profundo de la Epístola a los Romanos de Pablo, material que luego desarrolló en sus lecciones. Estas reflexiones dieron lugar a una sistematización pionera de los conceptos teológicos fundamentales del protestantismo temprano. Sin embargo, sus apuntes y borradores circularon en ediciones no autorizadas (1520-1521), lo que impulsó a Melanchthon a publicar una versión definitiva. 
En diciembre de 1521, apareció la primera edición de los Loci communes rerum theologicarum, considerada la primera dogmática protestante. Esta obra marcó una ruptura con la escolástica medieval, reemplazando los comentarios a las Sentencias de Pedro Lombardo por un enfoque exclusivamente bíblico y existencial-experiencial.
Los loci apuntados por Melanchthon son:
1. Las fuerzas humanas y, por tanto, el libre albedrío
2. El pecado
3. La ley
4. El Evangelio
5. La gracia
6. La justificación y la fe
7. La diferencia entre el Antiguo y el Nuevo Testamento, así como la abrogación de la ley
8. Los signos (en contexto teológico, puede referirse a los sacramentos o señales divinas)
9. La caridad (el amor cristiano)
10. Las autoridades (el gobierno civil y su rol según la teología)
11. El escándalo (en sentido bíblico: tropiezos en la fe o conductas que dañan la comunidad cristiana)

La tercera edición (1544), considerada la versión canónica, consolidó los Loci como texto fundacional hacia una ortodoxia protestante. Su enfoque, aunque innovador, fue criticado por su imprecisión terminológica y su influencia en la fragmentación doctrinal del luteranismo temprano. 
El modelo de loci communes fue adoptado por teólogos calvinistas como Wolfgang Musculus, Pedro Mártir Vermigli o Daniel Chamier , pero fue decayendo en uso hacia la segunda mitad del siglo XVII, cuando la dogmática protestante buscó mayor sistematización.

## Reformulación en la teología católica
En el ámbito católico, Melchor Cano, dominico y teólogo del Concilio de Trento, reelaboró el concepto en su obra De Locis Theologicis (1563). Para Cano, los loci eran fuentes de autoridad jerarquizadas que permitían fundamentar el razonamiento teológico con rigor científico, evitando tanto el fideísmo como el racionalismo excesivo.
Cano estableció diez lugares teológicos, clasificados en estas categorías:
1. Fuentes propias constitutivas: Son las fuentes primarias donde se contiene el depósito de la Revelación divina, transmitida de manera sobrenatural.
  - La Sagrada Escritura
  - La Tradición Apostólica
2. Fuentes propias declarativas: Las que gozan de autoridad magisterial para interpretar la Revelación.
  - La autoridad de la Iglesia Católica (sensus fidei)
  - La autoridad de los Concilios Ecuménicos
  - La autoridad del sumo pontífice
3. Fuentes auxiliares propias: Las que poseen autoridad teológica reconocida por su conexión con la Tradición.
  - La doctrina de los Santos Padres (Patrística)
  - La doctrina de los doctores escolásticos (teólogos) y canonistas
4. Fuentes auxiliares ajenas o no propias: Son fuentes externas a la Revelación, pero útiles para la teología en tanto no la contradigan:
  - La verdad racional humana
  - El consenso de los filósofos
  - La historia humana

Esta estructura reflejaba la necesidad de responder a los desafíos de la Reforma, integrando revelación, tradición y razón en un marco coherente. Todo esto dentro del contexto reformista del siglo XVI.

## Legado e influencia
Mientras que el uso protestante de los loci declinó en favor de sistemas dogmáticos más elaborados, la propuesta de Cano se consolidó como un referente en la teología católica. Su distinción entre fuentes de autoridad sigue siendo relevante en la hermenéutica teológica contemporánea, especialmente en debates sobre la relación entre fe y razón.